# Alyssum orbelicum
Alyssum orbelicum är en korsblommig växtart som beskrevs av Ancev och Uzunov. Alyssum orbelicum ingår i släktet stenörter, och familjen korsblommiga växter. Inga underarter finns listade i Catalogue of Life.